# Ілам (остан)
Ілам (перс. ایلام) — остан (провінція) на заході Ірану. Межує з останом Керманшах на півночі, з Лурестаном на сході, з Хузестаном на південному сході та з Іраком на південному заході. Населення 545 000 осіб, площа — 20,1 тис. км. Більшу частину населення складають лури, проте є значка частка курдів. Столиця остану — місто Ілам.

## Географія
Ілам розташований на заході країни у горах Загрос. Найвища точка — пік Кабір-Кух (2790 метрів над рівнем моря). Ілам є одній з найтепліших областей Ірану, хоча в горах на півночі та північному сході температура взимку може опускатися до 3-5 °C. Середньорічна кількість опадів — 578 мм. У 1996 максимальна температура склала 38° у серпні, мінімальна — 0,4° в лютому.

## Адміністративний поділ
Провінція поділяється на 7 шахрестанів: Абданан, Даррешехр, Дехлоран, Ілам, Мехран, Ширванта, Чардаволь, Ейван.

## Економіка
Основа економіки — сільське господарство (вирощування пшениці, оливків, винограду, цитрусових, фініків, яблук, груш, абрикос, персиків, волоських горіхів, лікарських трав), харчова, нафтохімічна, цементна промисловість, видобуток нафти та газу, торгівля, транспорт та транзит паломників-шиїтів до святинь в Іраку. У місті Ілам розташований цементний завод «Симане Ілам». У місті Шебаб розташований завод безалкогольних напоїв «Парсика».